# Philoliche pennata
Philoliche pennata är en tvåvingeart som beskrevs av H. Oldroyd 1957. Philoliche pennata ingår i släktet Philoliche och familjen bromsar.
Artens utbredningsområde är Mauritius. Inga underarter finns listade i Catalogue of Life.